# 喬健
喬健（1935年2月6日—2018年10月8日），國際人類學者、族群研究學者，美國康乃爾大學人類學博士，被譽為華人人類學大師，曾任美國印第安納大學人類學系副教授、香港中文大學人類學系創系主任暨講座教授、國際瑤族研究協會、香港人類學會創始人。1995年，返國創辦國立東華大學族群關係與文化研究所並任創所所長，2003年獲聘為中華民國國家講座教授，退休後榮獲中國學術界頒授「人類學終身成就獎」。
喬建從事族群與文化研究多年，長期進行田野工作，包括：臺灣原住民族、中國少數民族、中國傳統文化、中國傳統底邊社會、美國印第安民族的拿瓦侯傳統及美亞文化關聯等。撰寫及編輯專書三十餘種，學術論文近百篇。

## 生平
喬健出生於1935年，當他從臺北市立成功高中畢業後進入國立臺灣大學歷史學系。原本在歷史系學習的他，因對考古人類學的濃厚興趣，轉入該系深造。同時，他也是考古人類學系該年級唯一的學生，這樣獨特的學習經歷，是他學術道路的一大轉捩點。
在臺大期間，喬健先生接受了包括文化人類學、體質人類學、考古人類學及語言人類學四大人類學分支的嚴謹訓練，這為他未來的學術生涯奠定了堅實的基礎。他曾師從多位著名學者，如李方桂先生、李濟先生、芮逸夫先生等，從他們那裡學到了豐富的學術知識和研究方法。
喬健在其長達60餘年的學術生涯中，致力於對亞洲和美洲各種民族文化的深入研究。他不僅揭示了美亞文化之間的關聯，還深入探討了亞洲的底層階級和邊緣社會，對族群發展進行了深思熟慮的分析。這種堅持踏實田野調查的精神，使他的研究更具深度和廣度。除了在學術研究上的成就，喬健先生還對後輩學者提出了寶貴的建議，特別是在田野調查的重要性和方法上。他強調田野調查需要大量的時間和深入的參與，這對於深化人類學研究至關重要。中央研究院院士李亦國在其文章《族群與社會研究的先驅–喬健》中提及：
|                        | 喬健教授可以說是國內人類學者中田野經驗最豐富、調查接觸族群文化種類最多的一位。 |
| ——中央研究院李亦國院士 |                                                                                |

在談及華人人類學的發展時，喬健先生坦承華人人類學相較於其他國家，如印度、日本、韓國，發展較為緩慢，並對此提出了深刻的分析和思考。他認為，人類學在中國的邊緣地位與學科發展緩慢有著直接的關係，並認為臺灣是華人人類學之支柱。為此，喬健協助香港中文大學創辦人類學系，為香港人類學發展貢獻。
1994年，在國立東華大學創校校長牟宗燦延攬下，返國創辦臺灣第一座族群研究所 – 國立東華大學族群關係與文化研究所，並出任創所所長，其延攬了國立臺灣大學心理學教授余德慧、國立清華大學社會人類學教授紀駿傑等學者任教。 創所不久後，便在臺大人類系、清華人類所競爭中突出，獲得行政院原住民族委員會資助創立原住民民族學苑籌備處，並擔任籌備處主任。2001年，國立東華大學原住民民族學院正式創立，為臺灣首座原住民族群之高等教育學府，同時喬健獲聘為中華民國國家講座教授，並在東華任教至2004年退休。